# Mallada metastigma
Mallada metastigma is een insect uit de familie van de gaasvliegen (Chrysopidae), die tot de orde netvleugeligen (Neuroptera) behoort. 
Mallada metastigma is voor het eerst wetenschappelijk beschreven door Tillyard in 1917.